# Julius Tannen
Pour les articles homonymes, voir Tannen.
Julius Tannen est un acteur américain né à New York le 16 mai 1880 et décédé à Woodland Hills (Los Angeles) le 3 janvier 1965.

## Filmographie
- 1936 : Collegiate de Ralph Murphy
- 1936 : Fossettes (Dimples) : Hawkins
- 1937 : L'Amour en première page (Love Is News) de Tay Garnett : Logan
- 1947 : Oh quel mercredi ! : Nearsighted Banker
- 1958 : I Married a Woman de Hal Kanter